# Reinhard Habeck
Reinhard Habeck (* 20. April 1962 in Wien) ist ein österreichischer Autor parawissenschaftlicher Werke, Comiczeichner und Cartoonist. Internationale Bekanntheit erlangte er vor allem durch seine, gemeinsam mit Peter Krassa entwickelte und 1982 veröffentlichte Hypothese, dass bereits die Alten Ägypter elektrischen Strom gekannt und genutzt haben sollen. Bei den auf einigen Reliefs im Hathortempel von Dendera abgebildeten Objekten habe es sich um eine Art von Leuchtkörpern gehandelt (populäre Bezeichnung: Glühbirnen von Dendera).

## Leben und Werk
In jüngeren Jahren arbeitete Habeck zunächst in seinem erlernten Beruf als Vermessungstechniker, machte daneben aber auch schon erste Erfahrungen als Autor. Zu dieser Zeit – in den 1980er Jahren – veröffentlichte er zumeist Artikel in Grenzwissenschafts-Publikationen, Beiträge in Anthologien sowie Cartoons und humoristische Unterhaltungsliteratur. 1987 beschloss er, seinen 'bürgerlichen' Beruf aufzugeben, um sich ganz der schriftstellerischen und künstlerischen Tätigkeit widmen zu können. Beflügelt durch den großen Erfolg seines zweiten, gemeinsam mit Peter Krassa verfassten Buches zum Thema 'Elektrizität in der Antike?', „Das Licht der Pharaonen“ (1992), konzentrierte er sich von nun an auch als Buchautor auf grenzwissenschaftliche Themen, wobei er vor allem als Vertreter der Prä-Astronautik hervortrat, zudem aber auch Bücher zur UFO-Forschung, verschollenen Kulturen und zu paranormalen Phänomenen publizierte.
Als Comiczeichner machte sich Reinhard Habeck vor allem mit seiner ersten und populärsten Comicfigur, „Rüsselmops, der Außerirdische“, einen Namen, die seit 2014 von der der internationalen Bild- und Cartoon-Agentur Bulls Press verwertet wird. Der Prototyp dieser Figur entstand bereits 1979. Seit 1984 erschienen Rüsselmops-Comics in der Reportbeilage der Science-Fiction-Romanreihe Perry Rhodan, im deutschen Jugendmagazin Stafette, dem Schweizer Magazin Mysteries, im Onlinemagazin Mystikum, wo er immer noch monatlich publiziert, und lange Zeit auch in der österreichischen Tageszeitung Kurier. Im Jahr 2007 brachte die Österreichische Bundespost eine Briefmarke mit Rüsselmops-Motiv heraus.
Bis heute hat Reinhard Habeck ca. zwanzig Sachbücher zu Grenzgebieten des Wissens und der Wissenschaft verfasst, die z. T. auch außerhalb des deutschsprachigen Raums, u. a. in Korea, Japan, Italien, Ungarn, Tschechien und Polen erschienen sind.

## Publikationen (Auswahl)
- „Das Licht der Pharaonen - Hochtechnologie und elektrischer Strom im alten Ägypten“ (Co-Autor: Peter Krassa), München (Herbig Verlag), 1992, ISBN 3-7766-1717-9 (1994 als Taschenbuch im Ullstein Verlag erschienen)
- „UFO – Das Jahrhundertphänomen - Prominente und Fachgelehrte nehmen Stellung zur UFO-Frage“, Wien (Tosa Verlag), 1997, ISBN 3-85001-700-1 (1998 als Taschenbuch im Ullstein Verlag erschienen)
- „Atlantis, der verschollene Kontinent“, (Taschenbuch, Reihe: Rätselhafte Phänomene) Wien (Tosa Verlag), 2001, ISBN 3-85492-209-4
- „Kreaturen der Nacht - Die Welt jenseits unserer Sinne“ (Reinhard Habeck als Herausgeber und Co-Autor), Wien (Tosa im Verlag Carl Ueberreuter), 2006, ISBN 3-902478-33-0
- „Geheimnisvolles Österreich - Rätselhafte Funde – Wundersame Erscheinungen – Übersinnliche Phänomene“, Wien (Verlag Carl Ueberreuter), 2006, ISBN 3-8000-7071-5
- „Wundersame Plätze in Österreich - Sakrale Stätten – Geheimnisvolle Gotteshäuser - Rätselhafte Reliquien“, Wien (Verlag Carl Ueberreuter) 2007, ISBN 978-3-8000-7226-2
- „Dinge, die es nicht geben dürfte - Mysteriöse Museumsstücke aus aller Welt“, Wien (Verlag Carl Ueberreuter), 2008, ISBN 978-3-8000-7344-3 (Taschenbuchausgabe: Droemer Knaur, Juni 2010)
- „Wesen, die es nicht geben dürfte - Unheimliche Begegnungen mit Geschöpfen der Anderswelt“, Wien (Verlag Carl Ueberreuter), 2012, ISBN 978-3-8000-7541-6
- „Steinzeit-Astronauten - Felsbildrätsel der Alpenwelt“, Wien (Pichler Verlag), 2014, ISBN 978-3-85431-670-1
- „Ungelöste Rätsel - Wunderwerke, die es nicht geben dürfte“, Wien (Pichler Verlag), 2015, ISBN 978-3-85431-709-8
- „Unterirdische Anlagen, die es nicht geben dürfte“, Rottenburg (Kopp Verlag), 2021, ISBN 978-3-86445-859-0
- Darlton, Däniken und UFOnauten, in: Alfred Vejchar (Hg.): Von Andromeda bis Utopia. Eine Zeitreise durchs österreichische Fandom, Winnert (p.machinery Michael Haitel) 2023, S. 266–282. ISBN 978-3-95765-322-2